# Ágy
Az ágy (fekvőhely, nyoszolya) bútordarab, amelyet általában kellemes tevékenységekre – alvásra, pihenésre, szexuális együttlétre, olvasásra, tévézésre, néha étkezésre is – használunk, bár a betegágyhoz és a halálos ágyhoz már nem kapcsolhatók kellemes élmények.
A lakberendezés mellett más területeken is használatos az ágy szó. Például, puskaágy (puskaagy, tus), kavicságy, körömágy stb.

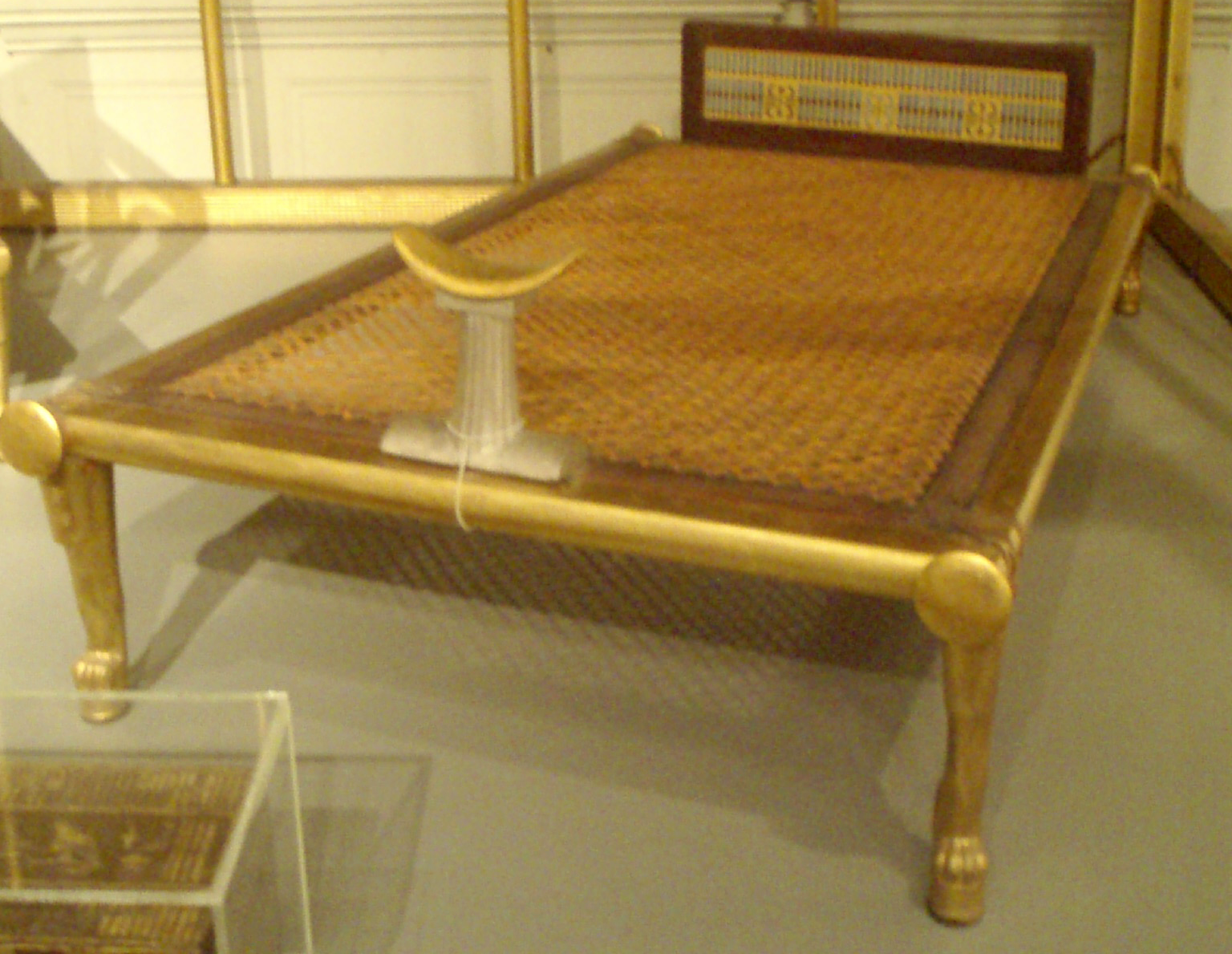
Az első fennmaradt ágy I. Hotepheresz ókori egyiptomi királyné sírjából (i. e. 2700 körül). A bútor elülső végén egy fejtámasz látható.

## Története

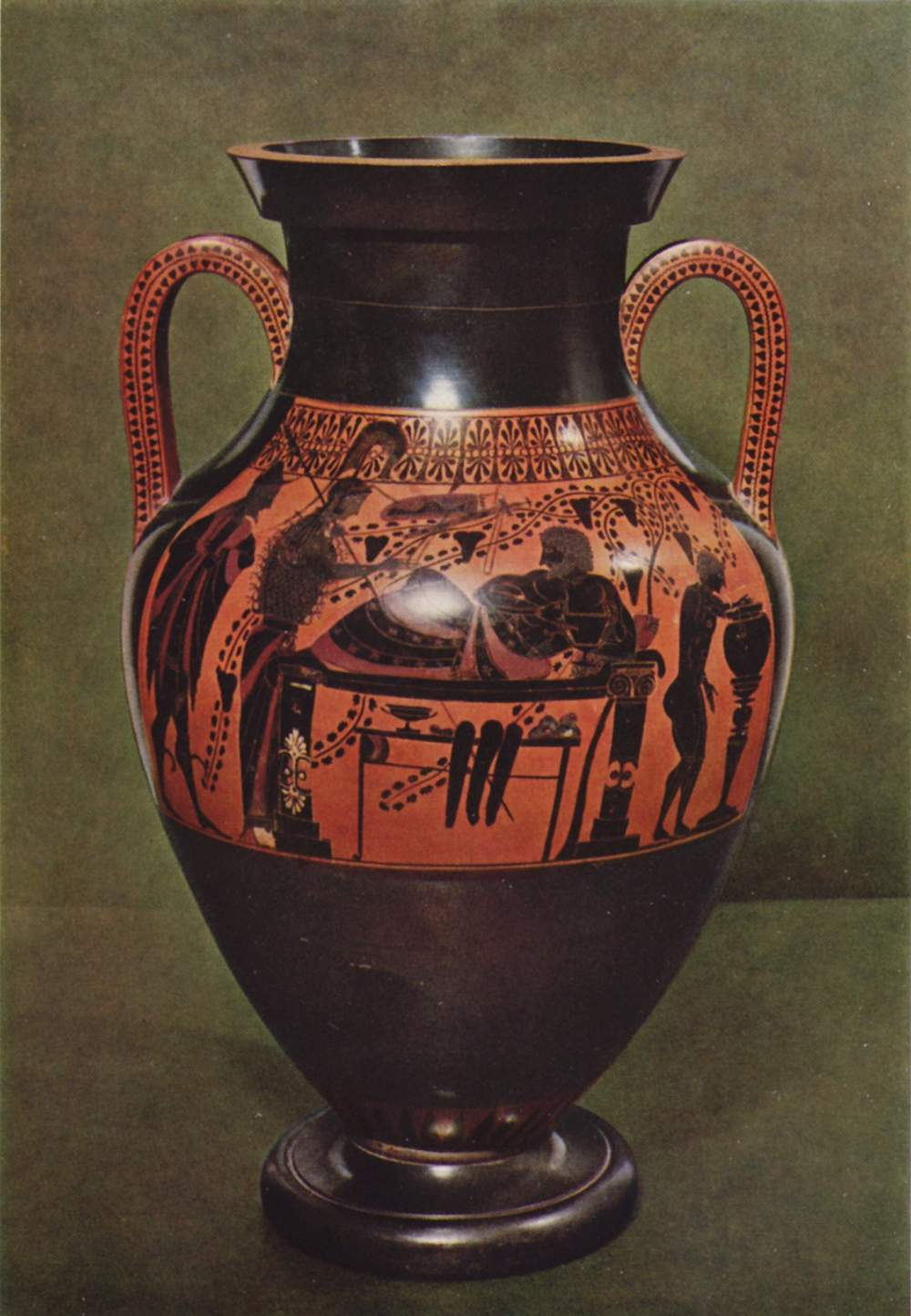
Ágyábrázolás egy ókori görög vázán (i. e. 520)

Az ágyak elődje kétségtelenül a fészek, kuckó, vagy kotorék, amelyet az állatok is kialakítanak maguknak.
Az ősember „ágya” nagyon egyszerű volt: ágakat, falevelet, szalmát helyezett halomba, és ezeken aludt. A vadászat megjelenésével a fentiekre, főleg a hidegebb éghajlatú területeken állati bőrök, szőrmék kerültek.
A nedvesség, a rágcsálók, hüllők, bogarak elleni védekezésül a fekvőhelyet megemelték, barlangokban kis padkát alakítottak ki, kunyhókban földrakást készítettek, az ágy alá fahasábokat helyeztek el.
A civilizáció megjelenésével aztán kialakult az ágy ma ismert formája.
A görögök által használt kliné már bonyolult bútordarab: fából, márványból, bronzból, nemesfémből készült, festett, berakásos vagy domborműves díszítésű példányai is fennmaradtak.
A rómaiak ágytípusai:
- lectus cubicularis, kamraágy, rendes alváshoz;
- lectus discubitorius, étkezési célokra használt heverő, amelyen egyszerre akár három ember is oldalt fekve étkezhetett, a középső hely volt a rangban legelőkelőbb személyé;
- lectus lucubratorius, tanuláshoz;
- lectus funebris, vagy emortualis: a halotti ágy, amelyen az elhunytat a halottégető máglyára vitték. (A kereszténység megjelenésével ez eltűnt, helyét átvette a szarkofág, majd a koporsó.)

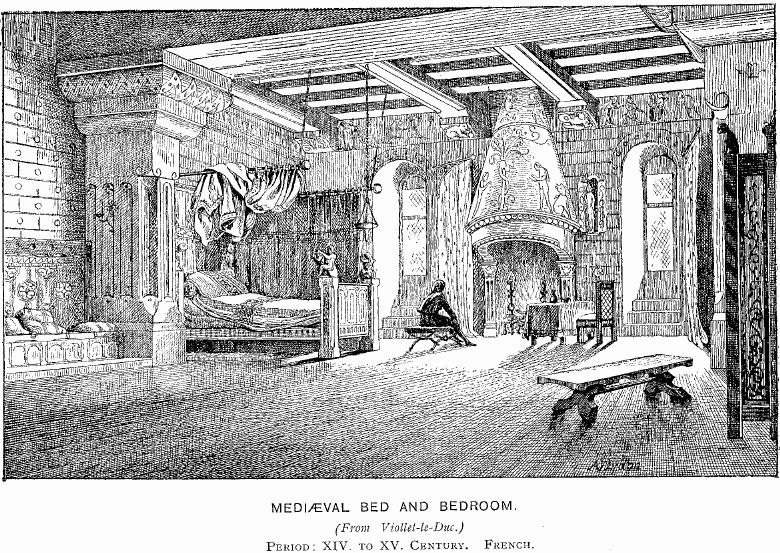
Középkori várúr hálószobája ággyal

A reneszánsz az ágyak terén is mélyreható változásokat hozott: Európa-szerte elterjedtek a pazarul kidolgozott, díszítésekkel ellátott mennyezetes ágyak, amelyeket oldalról függönyözés (baldachin) zárt le, védve az alvókat a huzattól. A gótika, barokk, rokokó művészeti irányzatok stílusjegyei az ágyakon is követhetők. Az ágyak technológiailag is fejlődtek: megjelent a furnérozás, lakkozás, nádazás, stukkózás, aranyozás, a lábak esztergályozása és az intarzia berakás.
Lassan megjelentek a féltetős ágyak, sőt, oszlop nélküli baldachinok is, melyeknél az ágy mennyezete nem oszlopokon nyugodott, hanem a szoba mennyezetéhez rögzítették, és onnan csüngött alá. Ezeket a pompás ágyakat természetesen csak az arisztokrácia tagjai tudták megfizetni, a köznép jóval egyszerűbb nyoszolyákon hajtotta álomra a fejét.

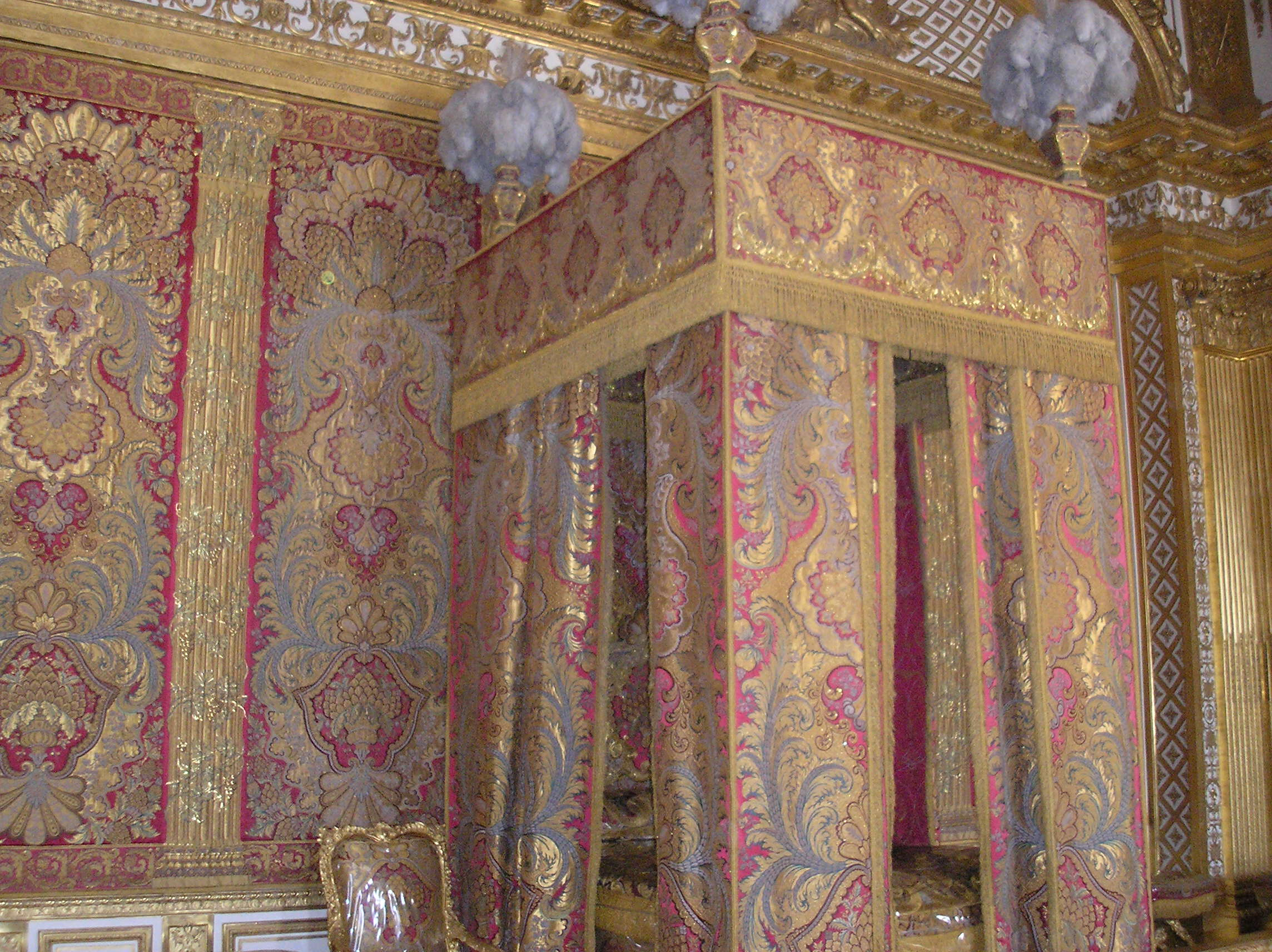
XIV. Lajos francia király mennyezetes ágya Versaillesban

A rokokó korában megjelentek a csevegésekre, pletykálkodásra, de akár intimebb együttlétekre is alkalmas kanapék. Egyik változatuknak, a rekamiénak névadója Récamier asszony, a 18. és 19. századok fordulóján élt gyönyörű bankárfeleség volt, akinek híres párizsi szalonjában művészek, politikusok és más közéleti személyiségek fordultak meg, és rekamién ülve beszélgettek divatos témákról. 
Természetesen nem ő volt az egyetlen szépasszony sem Franciaországban, sem Európa többi országában: Madame du Barry és Madame de Pompadour szalonjai szintén híresek voltak, és bútorzatuk is megfelelt a kor elvárásainak. Ezek az elvárások nem maradtak változatlanok: a túldíszített ágyak helyét csakhamar átvették a klasszicista stílusú fekhelyek. Nincs azonban szó a kényelem iránti igény csökkenéséről, a textilipar fejlődése újabb lehetőségeket is teremtett, de megmaradtak a régóta alkalmazott anyagok is: a hímzett brokátok, selyemszatének stb.
Az ágybetétek anyaga toll volt, állati szőrök, vagy tengerifű. A betétek forgathatók, szellőzés céljából az ablakba, erkélyre kitehetők voltak. Megjelentek a hengeres alakú díszpárnák, amelyek az empire stílusú fekhelyek elmaradhatatlan kellékei voltak.
A klasszicizmust a biedermeier váltotta, amelynél a fő szempont nem a díszítettség, hanem a használhatóság és kényelem volt. Végül a viszonylagos európai egységesség – amely igazából sohasem létezett, hisz az igények és stílusok országonként is eltértek – megszűnt, a kevert irányzat neve eklektika lett.

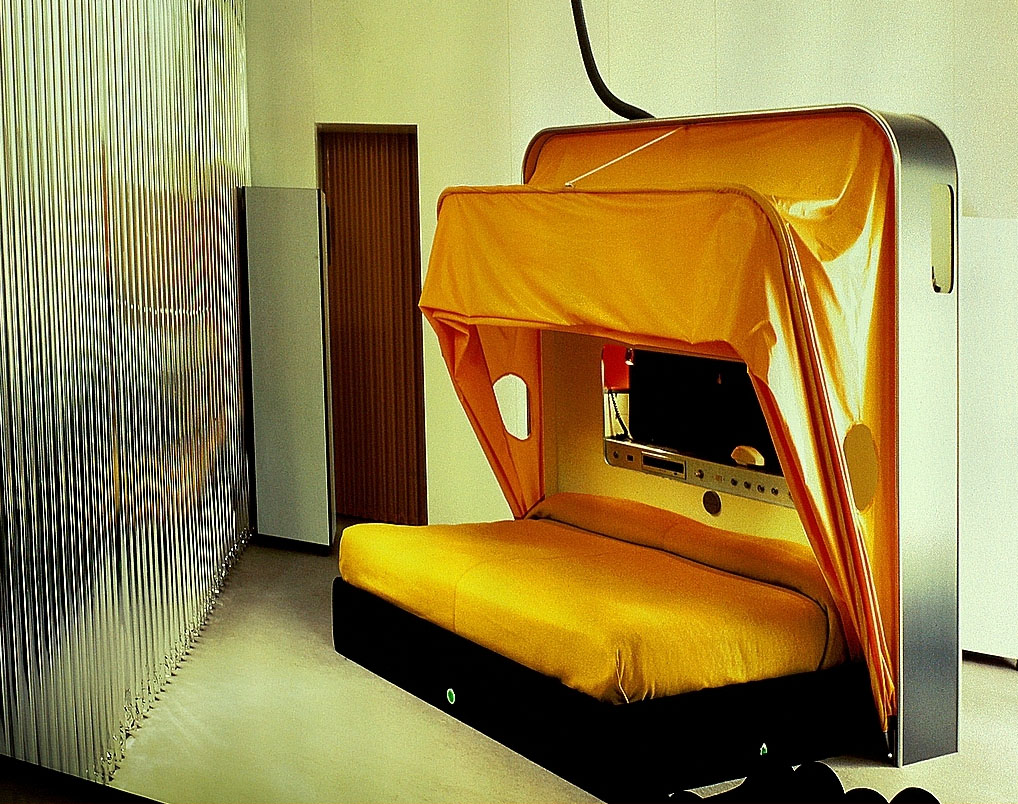
Összecsukható ágy

Igazi nagy változások a 20. század közepétől következtek be, amikor megjelentek a  különböző műanyagok, és a bútorokat már nem egy-egy mesterember, és a köréjük szerveződő kézműves műhely állította elő, hanem rengeteg alkalmazottat foglalkoztató bútorgyárak, amelyek képesek voltak a tömegigények kielégítésére. A különleges bútorok tervezésére tervezőirodák szakosodtak, amelyek az ágyakat és más bútorokat a belsőépítészeti tervezés részeként álmodták meg.

### Magyar ágyak
A honfoglalás után a magyarok ágyai, kis késéssel, mindig követték az európai divatot. Néprajzi múzeumokban megfigyelhetők a nemzeti sajátosságokat is tükröző magyar parasztágyak. Erdély egyes részein (például Kalotaszegen) a népies motívumokkal díszített párnákat, takarókat magába foglaló vetett ágy Archiválva 2007. szeptember 27-i dátummal a Wayback Machine-ben még ma is része a tisztaszobának.

## Részei
A legtöbb ágy a következő részekből áll: 
- ágykeret (ágyváz, ágyállvány) lábakkal, alatta esetleg ágyneműtartóval,
- ágyrács, amely lehet rögzített vagy állítható, esetleg motoros,
- matrac (amely lehet rugós, habszivacs, vagy ún. biomatrac),
- ágybetét, derékalj,
- ágynemű (paplan, párna, huzatok, lepedő,  pokróc, takaró stb.).

Ezenkívül – típustól függően – az ágyat különböző kiegészítőkkel lehet felszerelni: ágymelegítő, egészségügyi érzékelők stb.

## Típusai
- Függőágy
- Tábori ágy (kempingágy)
- Emeletes ágy (priccs)
- Gyerekágy
- Heverő
- Futonágy

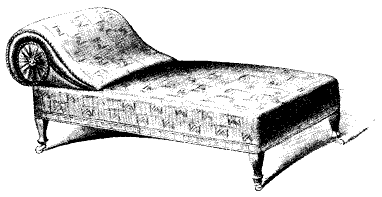
Modern sezlon

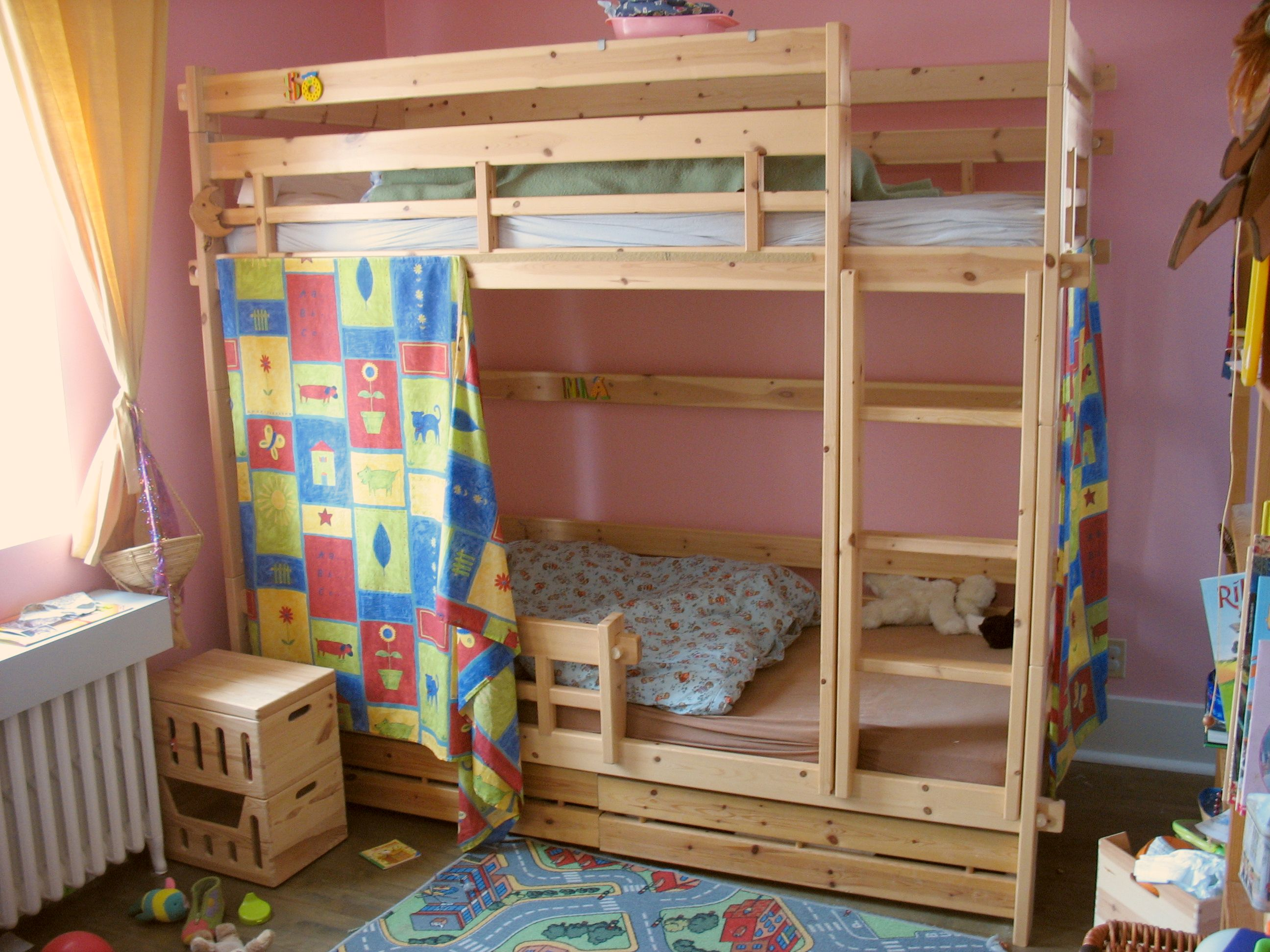
Galériás ágy

- Pamlag (kihúzható kanapé, dívány, rekamié, szófa, sezlon stb.)
- Franciaágy
- Vízágy
- Mennyezetes ágy (általában függönyözéssel – baldachinnal – is ellátva)

## Kapcsolódó szócikkek

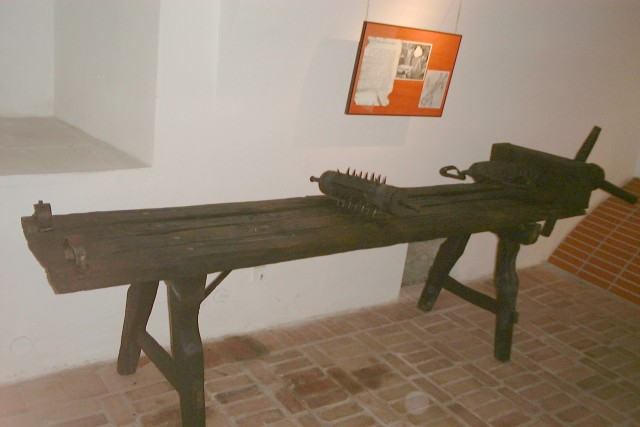
Kínvallató ágy

## Képgaléria

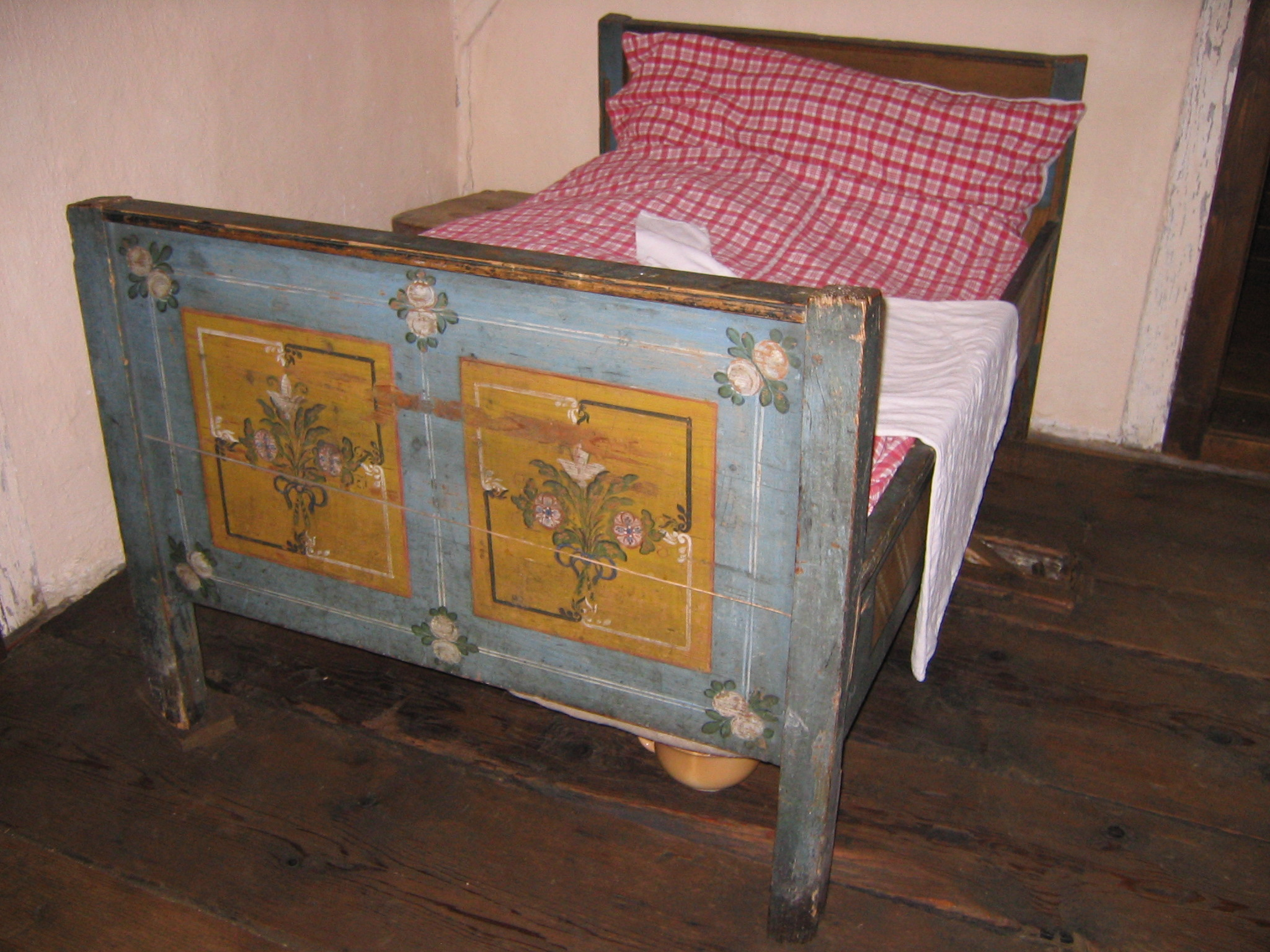
A Freilichtmuseum Neuhausen ob Eck kiállításán látható múzeumi ágy, alatta ágytállal.
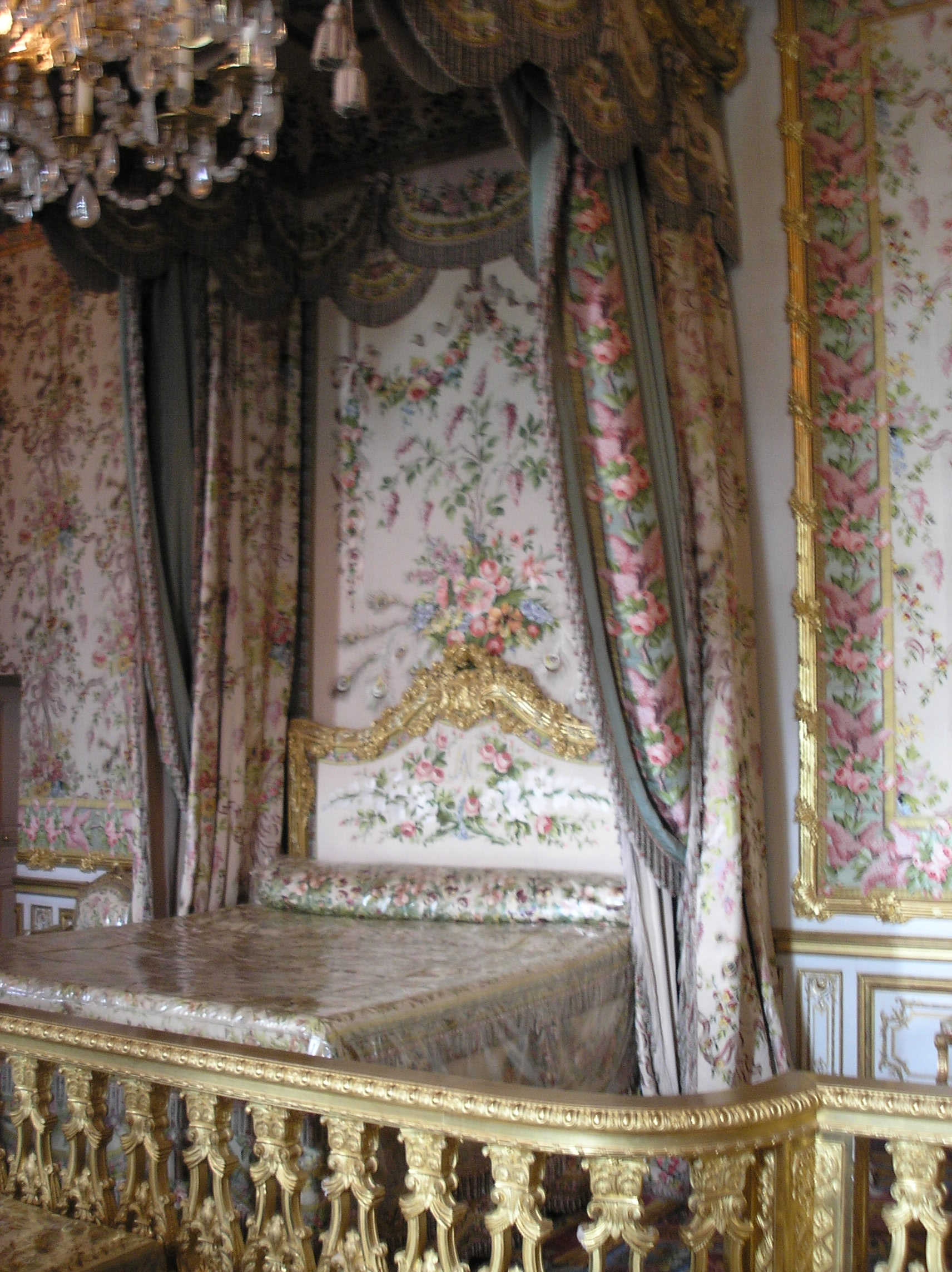
A francia királyné ágya Versailles-ban
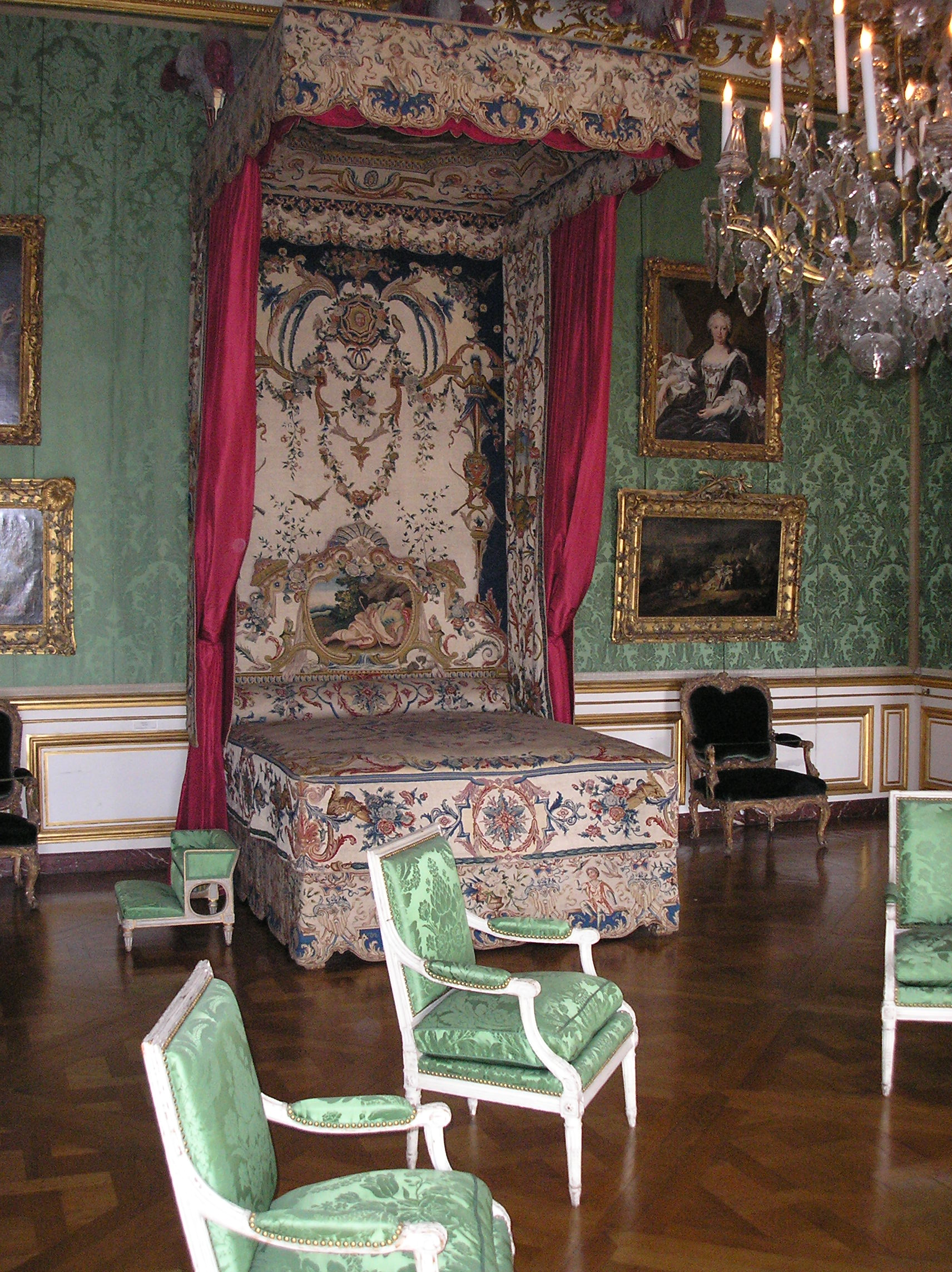
A francia trónörökös ágya Versailles-ban
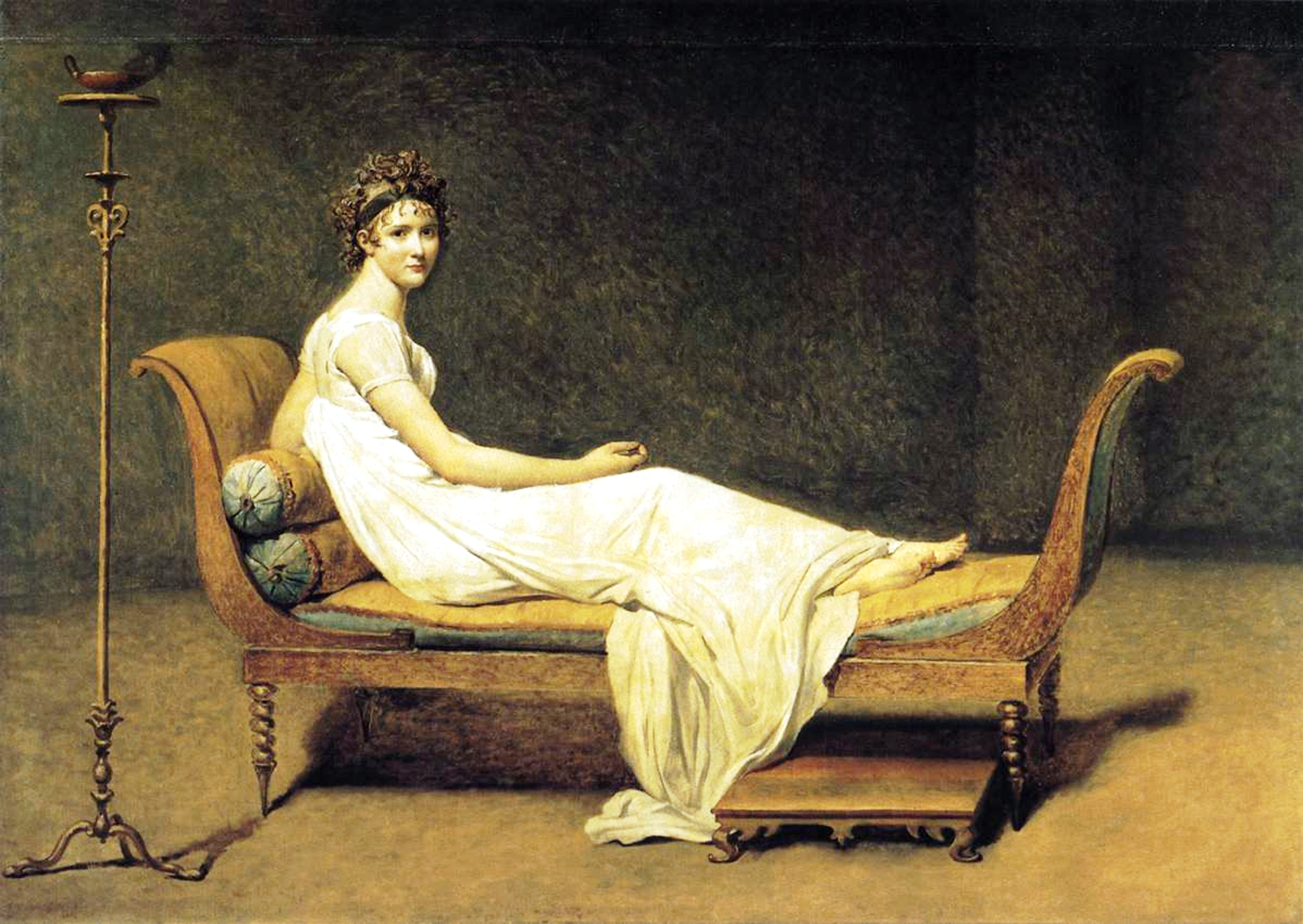
Madame Récamier a róla elnevezett ülőbútoron (Jacques-Louis David festménye, 1800)
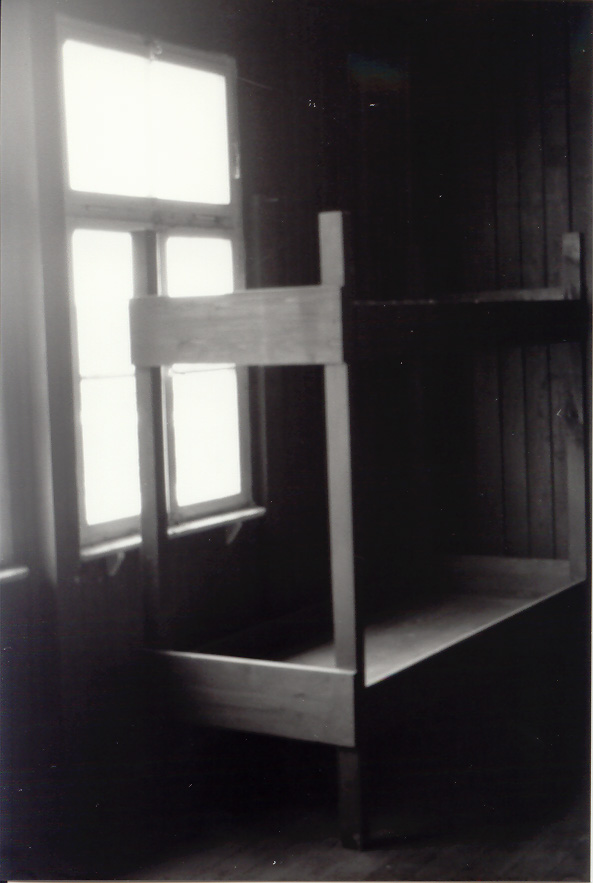
A deportáltak ágyai Mauthausenben